# Палац кронпринців

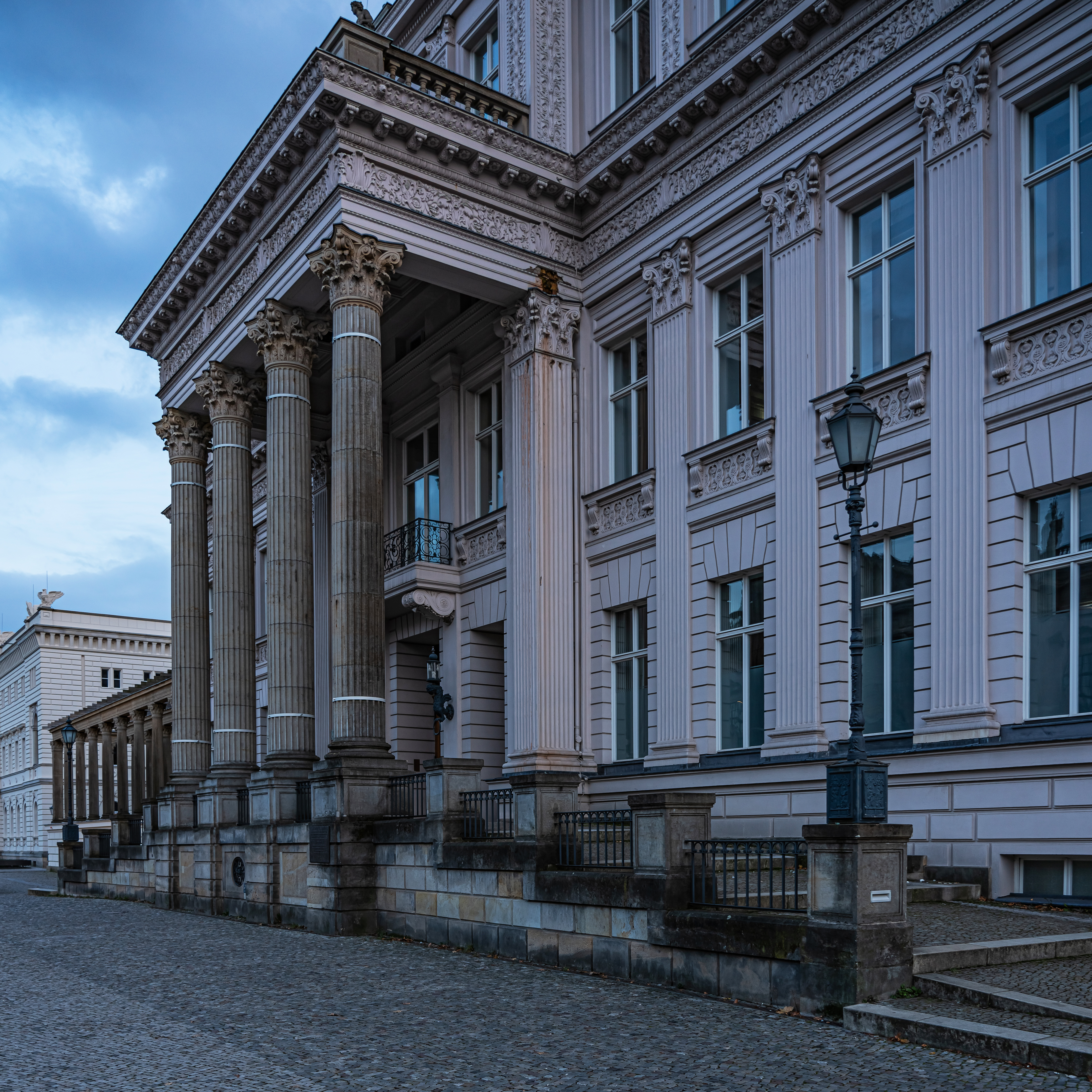
Палац кронпринців в Берліні

Палац кронпринців (нім. Kronprinzenpalais) — палац у Берліні, побудований на вулиці Унтер-ден-Лінден в стилі пізнього класицизму. Довгий час був міським палацом правлячої династії Пруссії. У 1919—1939 роках у Палаці кронпринців розміщувався Новий відділ Берлінської національної галереї, перший у світі музей сучасного мистецтва. Палац кронпринців був повністю зруйнований під час Другої світової війни, відновлений у 1968 році і використовувався для розміщення гостей міста Берліна. Тепер Палац кронпринців приймає виставки та культурні заходи.

## Історія
Палац був побудований у 1663 році для секретаря кабінету Йоганна Мартинца. У 1706-1732 роках був переданий під службове житло губернатора Берліна, верховного головнокомандувача прусської столиці. У 1732 році палац був перебудований в стилі бароко Філіпом Герлахом під резиденцію кронпринца і майбутнього короля Фрідріха II, а губернатор Берліна переїхав в Губернаторський будинок. До своєї коронації у 1740 році принц Фрідріх проживав у палаці з дружиною Єлизаветою Христиною Брауншвейг-Вольфенбюттельською тільки під час коротких візитів до Берліна. Ставши королем, Фрідріх влаштувався в Міському палаці, а Палац кронпринців віддав брату Августу Вільгельму Пруському. Вдова Августа Вільгельма Луїза проживала в Палаці кронпринців до 1780 року.
У 1793 році у відреставрованому і заново обставленому палаці поселився кронпринц Фрідріх Вільгельм з дружиною Луїзою Мекленбург-Стреліцькою, дітьми і графинею Фосс. У 1795-1797 роках скульптор Йоганн Готфрід Шадов створив у Палаці кронпринців знамениту скульптурну групу «Принцеси». 22 березня 1797 року в Палаці кронпринців народився майбутній імператор Німеччини Вільгельм I. У 1809 році оновленням оздоблення декількох приміщень палацу займався тоді ще маловідомий Карл Фрідріх Шинкель. Йому згодом Фрідріх Вільгельм III доручив звести перехід, який з'єднав Палац кронпринців з сусіднім Палацом принцес. У 1797-1840 роках Палац кронпринців іменувався Королівським палацом, а після 1840 року — колишнім Королівським палацом.
У 1856—1857 роках Палац кронпринців був перебудований під керівництвом архітектора Генріха Штрака для проживання сина Вільгельма, принца Фрідріха. Штрак вибудував замість мансардного даху третій поверх, прикрасив фасад в стилі класицизму і звів у головного входу колони і балкон. У 1859 році в Палаці кронпринців народився останній з німецьких імператорів, Вільгельм II. Його мати, кронпринцеса Вікторія проводила в Палаці кронпринців регулярні зустрічі з діячами мистецтва і науки, в тому числі з Генріхом фон Ангели, Антоном фон Вернером і Адольфом фон Менцелем. Після смерті Фрідріха III королева Вікторія переїхала в новий палац Фрідріхсхоф. У Палаці кронпринців з 1905 року проводили зими кронпринц Пруссії Вільгельм і його дружина Цецилія.
Під час Листопадової революції 1918 року зі під'їзної площадки Палацу кронпринців виступали лідери революційного руху. Після повалення монархії Палац кронпринців перейшов у власність прусської держави, яка передала його у 1919 році в відання Берлінської національної галереї. Під керівництвом Людвіга Юсті в Палаці кронпринців розмістився Новий відділ Берлінської національної галереї, який проіснував до 1937 року. 4 серпня 1919 року в Палаці кронпринців відкрилася так звана «Галерея живих». 150 творів живопису і скульптури французьких імпресіоністів, а також робіт Берлінського сецесіону перемістилися в експозицію Палацу кронпринців. На верхньому поверсі демонструвалися твори дрезденської художньої групи «Міст» та інших експресіоністів. Новий відділ Юсті став зразком для наслідування для багатьох музеїв сучасного мистецтва. У 1933 році рейхсканцлер Гітлер оголосив про необхідність «чистки». Музей у Палаці кронпринців закрився. У травні 1936 за вказівкою гестапо твори сучасного мистецтва з Палацу кронпринців були спалені в підвальній котельні палацу. 7 липня 1937 року з Палацу кронпринців конфіскували 435 творів мистецтва. 100 з них потрапили на відкриту 19 липня 1937 року в Мюнхені виставку «дегенеративного мистецтва». У 1937 році до Палацу кронпринців з Палацу Арніма переїхала Прусська академія мистецтв. Палац кронпринців був знищений 18 березня 1945 року в результаті бомбардування Берліна, руїни палацу були знесені в 1961 році.
Відновленням Палацу кронпринців в 1968-1969 роках керував архітектор Ріхард Паулік. Реконструйований палац носив ім'я «палац Унтер-ден-Лінден». 21 грудня 1972 року в відновленому палаці Унтер-ден-Лінден відбулися святкові заходи з нагоди підписання Основоположного договору між НДР і ФРН. 31 серпня 1990 року в Палаці кронпринців проходило підписання Договору про об'єднання Німеччини.
У перші роки після возз'єднання Німеччини Палац кронпринців розглядався як резиденція федерального президента Німеччини. Відомство федерального президента також претендувало на прилеглі до палацу споруди, в тому числі і Палац принцес, де розміщувалась «Оперна кав'ярня». Ці плани викликали хвилю гострої критики, і в 1994 році федеральний президент Ріхард фон Вайцзеккер призначив своєю офіційною резиденцією палац Бельвю.
У 1998-2003 роках, під час реставрації Цайхгаузу і будівництва нового музейного корпусу, в Палаці кронпринців проходили тимчасові виставки Німецького історичного музею. Тепер у Палаці кронпринців проходять різноманітні виставки і театральні постановки.